# Josef Karl Bernard
Josef Karl Bernard citato anche come Joseph Carl, Joseph Karl e Josef Carl (Horatitz, 1781 circa – Vienna, 31 marzo 1850) è stato un librettista e giornalista austriaco amico di Ludwig van Beethoven.

## Biografia
Nacque in territorio dell'attuale repubblica Ceca e studiò a Saaz (attuale Žatec), Praga e  Heidelberg. Si trasferì a Vienna intorno al 1800 e ottenne un impiego presso il Consiglio di guerra di Corte.
Collaborò alla rivista Thalia, dal 1810 al 1813, a Friedensblätter nel 1814 ed a Wiener Zeitschrift für Kunst, Literatur und Mode. Per 30 anni, fino al 1847 (inizialmente per gli affari esteri) scrisse sul quotidiano Wiener Zeitung. Dal 1849 pubblicò il quotidiano Austria.

### Librettista
Scrisse i libretti per le opere Faust di Louis Spohr (1814) e per Libussa di Konradin Kreutzer (1823).
Fu per molti anni amico di Beethoven e appare frequentemente nei libri di conversazione di Beethoven (usati durante gli ultimi anni di sordità del compositore). Il compositore chiese spesso il suo consiglio in varie questioni.
Nel 1815 Bernard riscrisse il testo, in origine scritto da Aloys Weissenbach, per la cantata di Beethoven Der glorreiche Augenblick, Op. 136 (la cui prima era stata eseguita nel 1814). Successivamente scrisse il testo per il progettato oratorio di Beethoven, Der Sieg des Kreuzes (La vittoria della Croce), commissionato nel 1818 dal Gesellschaft der Musikfreunde. Nel 1823 Bernard consegnò il testo, atteso dal 1820, ma Beethoven, insoddisfatto del lavoro, disse alla Gesellschaft che erano necessarie correzioni al testo. L'oratorio non fu mai composto.